# Театр «Верико»
Театр одной актрисы «Верико» (груз. ერთი მსახიობის თეატრი „ვერიკო“) — учреждение культуры в Тбилиси.

## История

Мемориальные доски жителям улицы на д. 16 по улице Верико Анджапаридзе

Театр создан в 1987 году по инициативе и под руководством Котэ Махарадзе. Название театру дано в честь грузинской советской актрисы Верико Анджапаридзе (1897—1987). Изначально театр существовал в «Капелле Сачино» Дворца Дареджани, затем переехал в Музей Верико Анджапаридзе и Михаила Чиаурели на «Горе раздумий» (груз. ფიქრის გორა) д. 16 по улице Верико Анджапаридзе и занимал два зала. Часть экспозиции была изменена, но картины и фотографии, размещённые на стенах, были сохранены.
Театр был построен по принципу литературного театра. С первых дней своего основания Котэ Махарадзе и Софико Чиаурели представляли в театре моноспектакли. В серии моноспектаклей Котэ Махарадзе показал историю Грузии (Эпохи, царствования, события, нравы, отдельные личности со своими привычками и слабостями) в театрально-философском аспекте и с доскональностью историка и пафосом гражданина новым взглядом открывал неизвестное. Нашумевшим стало представление «Сталин».
В театре зрители познакомились с творчеством актёров Мурмана Джинория, Георгия Гегечкори, Марина Джанашия, Дута Схиртладзе и другие, создан актёрский дуэт: Софико Чиаурели и Мурман Джинория. Среди поставленных спектаклей: «Обитательница одиночества» (реж. Нана Мчедлидзе), «Мать-царица» (реж. Тенгиз Кошкадзе), «С духами любви» (реж. Темур Чхеидзе), «Илья», «Багратионы», «Что разрушила вражда», «Тоска», «Рождение планет», «Голова моя, судьба твоя не написана для тебя!», «Проснись, скрипач», «Кармен!», «Ночь и попугай» (реж. Димитрий Хвтисиашвили), «Какая у нас была книга» (реж. Иванэ Хуцишвили), «Лифт», «Пир гроссмейстера» и другие.
Театр проводил творческие вечера, гастролировал, организовывал встречи с выдающимися деятелями искусства. В театр приходили Ванесса Редгрейв, Сергей Юрский, Евгений Евтушенко.
Театр был отмечен наградами фестивалей: в 1996 году в Киеве спектакль «Багратионы» был удостоен Гран-при, а в 1999 году в Кишинёве Марина Джанашия (спектакль «Кармен») получила высшую награду фестиваля — «Золотой Ион».
После смерти Котэ Махарадзе (2002) театр возглавила Софико Чиаурели, с её участием шли моноспектакли:

«Здесь нельзя форсировать чувства, здесь зрителя не обманешь, он рядом, в двух шагах. Нужна абсолютная естественность, как при крупном плане на экране. В этом зале легко устанавливается общение, здесь царит какая-то особая атмосфера, своя аура. Я уверена, она действует не только на меня, но и на зрителей»

.
После кончины Софико Чиаурели (2008) художественным руководителем театра стал сын Софико Никуша Шенгелая, однако с 2009 года театр прекратил свою деятельность из-за нехватки финансирования. С 2019 года театр возобновил представления в Доме актёра имени Акакия Хоравы.